# Loïc Nottet
Loïc Nottet (* 10. dubna 1996, Courcelles, Belgie) je belgický zpěvák a tanečník, známý díky druhému místu v třetí řadě pěvecké reality-show The Voice Belgique (2014).
V květnu 2015 zastupoval Belgii na Eurovision Song Contest 2015 ve Vídni, kde s písní „Rhythm Inside“ skončil čtvrtý s 217 body. Na podzim spolu s tanečnicí Denicou Ikonomovou zvítězil ve francouzské televizní taneční soutěži Danse avec les stars.

## Biografie
Loïc Nottet se narodil v třicetitisícovém městě Coucelles ve valonské provincii Henegavsko. Zatímco otec si přál pro malého syna kariéru fotbalisty, Loïc samotný od útlého věku inklinoval k tanci, a v deseti letech byl zapsán do taneční školy. V červnu 2014 dokončil středoškolské studium na L'institut de la Providence v Charleroi. 

### 2014:The Voice Belgique
Teprve sedmnáctiletý Loïc získal širší pozornost v lednu 2014 díky účasti v třetí řadě Hlasu Belgie - The Voice Belgique. Již na castingu obdržel chválu porotců za provedení Rihaninny písně „Diamonds“. Následně se zařadil do týmu soutěžících pod Beverly Jo Scott. V následujících kolech soutěže interpretoval písně od Christiny Aguilery, OneRepublic či Johna Newmana. Probojoval se až do finálového kola, v němž 5. května získal druhé místo za vítězem Laurentem Pagnou.

#### Vystoupení vThe Voice Belgique
| Díl       | Datum           | Píseň                           | Interpret          | Poznámka                   |
| --------- | --------------- | ------------------------------- | ------------------ | -------------------------- |
| Casting   | 28. leden 2014  | „Diamonds“                      | Rihanna            |                            |
| Souboj    | 18. březen 2014 | „Counting Stars“                | OneRepublic        | Duel s Renatou Skunczyk    |
| Živá show | 8. duben 2014   | „We Remain“                     | Christina Aguilera |                            |
| Živá show | 15. duben 2014  | „I've Been Loving You Too Long“ | Otis Redding       |                            |
| Živá show | 2. duben 2014   | „Love Me Again“                 | John Newman        |                            |
| Živá show | 29. duben 2014  | „Strong“                        | London Grammar     |                            |
| Živá show | 5. květen 2014  | „Happy“                         | Pharrell Williams  | Společná píseň             |
| Živá show | 5. květen 2014  | „One“                           | U2                 | Duet s koučem (B.J. Scott) |
| Živá show | 5. květen 2014  | „Ta fête“                       | Stromae            | Společná píseň             |
| Živá show | 5. květen 2014  | „Paradise“                      | Noa Moon           | Duet s interpretem         |
| Živá show | 5. květen 2014  | „Applause“                      | Lady Gaga          |                            |
| Živá show | 5. květen 2014  | „Diamonds“                      | Rihanna            |                            |

V červnu absolvoval turné s ostatními finalisty Hlasu a podepsal nahrávací smlouvu s vydavatelstvím Sony. Na podzim vydal coververzi hitu Chandelier od Sii. Zpěvačka samotná Nottetovi na Twitteru poblahopřála k jeho provedení písně.

### 2015: Eurovision Song Contest aDanse avec les stars
Valonská veřejnoprávní televize RTBF 3. listopadu 2014 oznámila, že Loïc zastoupí Belgii na Eurovizi 2015 ve Vídni.  Soutěžní píseň a zároveň zpěvákův debutový singl "Rhythm Inside" z pera Loïca a Beverly Jo Scott byla zveřejněna 10. března na tiskové konferenci v Maison de Vienne v Bruselu. Krátce před odletem do Vídně Loïc představil píseň v prvním televizním vystoupení ve finále čtvrté řady Hlasu Belgie.
Loïc vystoupil v prvním semifinále Eurovize 19. května. V doprovodu pěti vokalistů představil choreografii v černobílém ladění. Sám se autorsky podílel nejen na konceptu samotného vystoupení, ale také na návrhu jednotlivých kostýmů. Belgie postoupila do finále, kde Loïc 23. května získal čtvrté místo v závěsu za zástupci Švédska, Ruska a Itálie. Obdržel 217 bodů, nejvyšší ohodnocení pro belgického soutěžícího v historii soutěže. Rovněž byl oceněn nejvyšší dvanáctibodovou známkou z Nizozemska, Francie a Maďarska. Od hlasujících diváků a poroty z České republiky obdržel šest bodů.

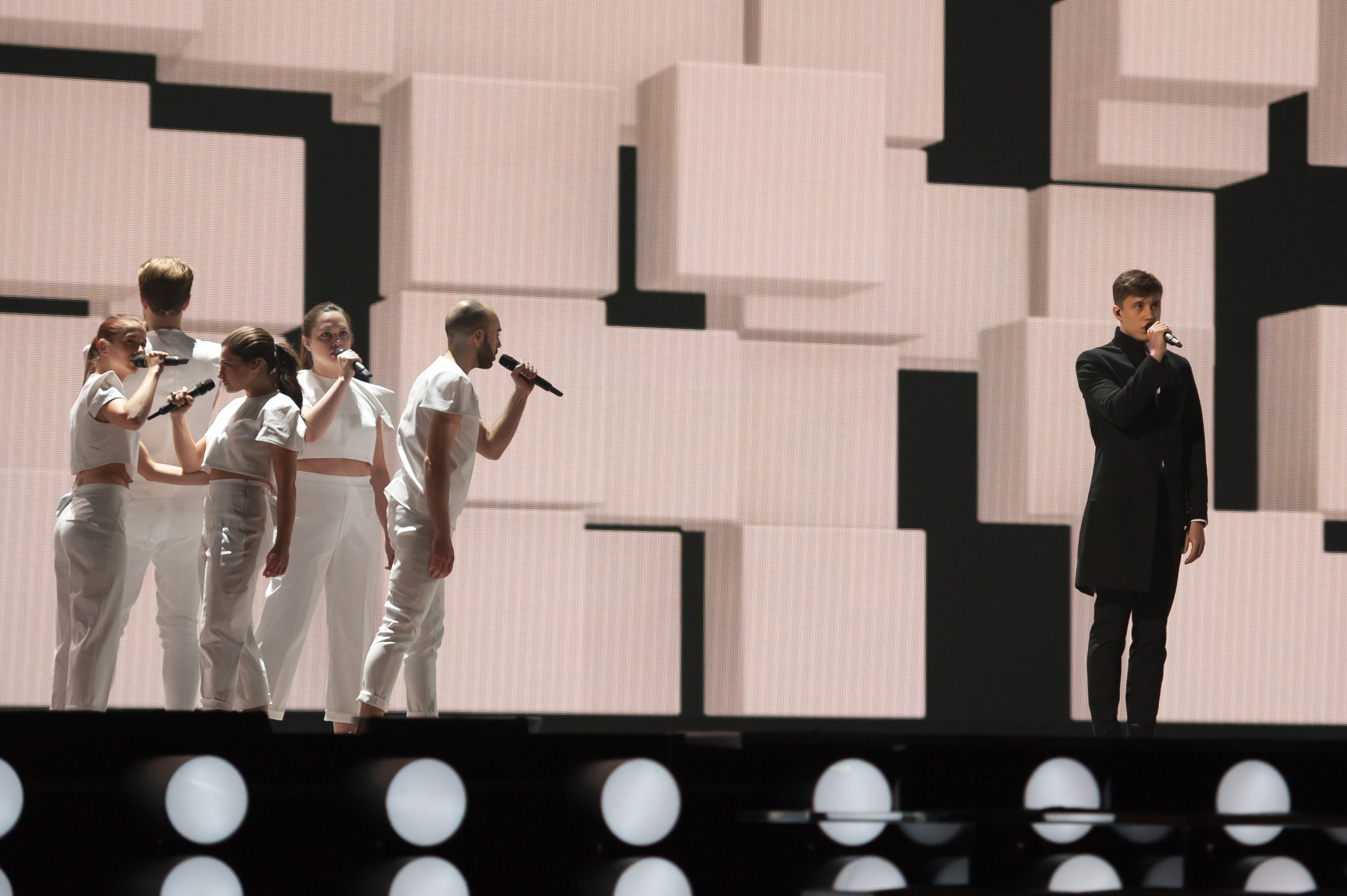
Loïc Nottet na pódiu Eurovize 2015

V návaznosti na vystoupení na Eurovizi píseň se „Rhythm Inside“ dostala do hudebních žebříčků v řadě zemí Evropy a v Austrálii. Vyjma prvního místa ve vlámské i valonské hitparádě obsadila druhé místo v pořadatelském Rakousku.. V britském žebříčku singlů se dostala na 69. místo. Ve Švédsku byla rovněž oceněna zlatou deskou, v Belgii zlatou a později platinovou.
Na podzim se Loïcovo jméno objevilo mezi účastníky šesté řady Danse avec les stars, francouzské odnože taneční soutěže Strictly Come Dancing. Devatenáctiletý zpěvák se tak stal nejen prvním Belgičanem ve francouzské verzi pořadu, ale také jejím vůbec nejmladším účastníkem. V doprovodu bulharské tanečnice Denicy Ikonomové zaujal mimo jiné ztvárněním písně „Chandelier“, kterou sám dříve nazpíval. 23. prosince Loïc a Denica zvítězili ve finálovém kole s 68 % diváckých hlasů.

### 2016: Debutové album
Od ledna do března 2016 Nottet vystupoval v rámci francouzského turné účastníků Danse avec les stars.  V říjnu vydal singl "Million Eyes" z připravovaného debutového alba.

## Diskografie

### Singly
| Název           | Rok  | Umístění | Umístění | Umístění | Umístění | Umístění | Umístění | Umístění | Umístění | Umístění | Umístění | Ocenění                                          | Album        |
| Název           | Rok  | BEL (FL) | BEL (WA) | AUS      | AUT      | FRA      | GER      | IRE      | NLD      | SWE      | UK       | Ocenění                                          | Album        |
| --------------- | ---- | -------- | -------- | -------- | -------- | -------- | -------- | -------- | -------- | -------- | -------- | ------------------------------------------------ | ------------ |
| "Rhythm Inside" | 2015 | 1        | 1        | 61       | 2        | 85       | 21       | 83       | 26       | 12       | 69       | - Belgie: Platinová deska - Švédsko: Zlatá deska | Není na albu |
| "Million Eyes"  | 2016 | 34       | 2        | —        | —        | 58       | —        | —        | —        | —        | —        |                                                  | Není na albu |